# Valery Vasilyevich Gerasimov
Valery Vasilyevich Gerasimov (chữ Kirin: Валерий Васильевич Герасимов, sinh ngày 8 tháng 9 năm 1955) là một chỉ huy quân đội Liên Xô và Nga. Ông hiện là Tổng Tham mưu trưởng Lực lượng Vũ trang Liên bang Nga, Thứ trưởng thứ nhất Bộ Quốc phòng Liên bang Nga kể từ ngày 09/11/2012, thành viên Hội đồng An ninh Nga, Đại tướng lục quân (2013), Anh hùng Liên bang Nga (2016). Tháng 1 năm 2023, ông được giao làm tổng tư lệnh chiến dịch quân sự đặc biệt của Nga tại Ukraina. Ông được truyền thông phương Tây và các chuyên gia cho rằng đã đưa ra Học thuyết Gerasimov để chống lại Mỹ. Gerasimov là người gốc Tatar Nga, ông sinh ra trong một gia đình lao động ở Kazan, Cộng hòa Xã hội chủ nghĩa Xô viết tự trị Tatar (Tatar ASSR) vào ngày 8 tháng 9 năm 1955.